# Mark Chariq
Marc Chariq (født 1944 i London, Storbritannien) spiller på trompet og kornet, og han var især aktiv i slutningen af 1960'erne og tidligt i 1970'erne, da han spillede i så forskellige sammenhænge som Long John Baldrys gruppe, Soft Machine og sammen med Keith Tippett. Chariq var også med på flere King Crimson-album hvor han blev særligt kendt for sin lange solo på titelnummeret på Islands.
I midten af 1970'erne turnerede han med gruppen Red Brass sammen med sangeren Annie Lennox. Han spillede også sammen med Brotherhood of Breath og Mike Osborne, samt udgav en LP, Pipedream.
Han er desuden medlem af London Jazz Composers Orchestra.